# Classe E (sommergibile Regno Unito)
La classe E era una classe di sommergibili a propulsione diesel/elettrica realizzati per la Royal Navy, tra il 1912 ed il 1916. Ne vennero realizzati 58 battelli, inclusi 2 per la Royal Australian Navy.
Ampiamente usata dalla marina britannica nel corso della prima guerra mondiale. Evoluzione della Classe D, costituiva un ulteriore miglioramento al progetto originale, la Classe C.
L'HMS E22 fu un sommergibile portaerei.